# Численні пригоди Вінні
«Численні пригоди Вінні» (англ. The Many Adventures of Winnie the Pooh) — американський анімаційний музичний антологічний фільм 1977 року, випущений Walt Disney Animation Studios та розповсюджений Buena Vista Distribution. Це 22-й анімаційний фільм студії, який вперше з'явився на екранах 11 березня 1977 року.
Герої цього мультфільму використовувалися у подальших проектах та телевізійних програмах. Їх зображували на одязі, писали про них книги, створювали іграшки. На честь героїв із «Вінні-Пуха» було названо декілька атракціонів парку розваг «Діснейленд».

## Сюжет
Сюжет мультфільму походить від трьох раніше випущених анімаційних художніх фільмів Діснея, створених за мотивами книг про пригоди Вінні-Пуха А. А. Мілна: «Вінні-Пух і медове дерево» (1966), «Вінні-Пух і день турбот» (1968) та «Пригоди Вінні-Пуха і Тигрика» (1974). Додатковий матеріал було використано для зв’язку трьох сюжетів, щоб історії могли зливатися одна в одну.
Четверту, найкоротшу частину було створено для завершення фільму. Послідовність подій використали з останнього розділу книги «Будинок у куточку Пуха», де Крістофер Робін має залишити Чарівний Ліс, тому що починає ходити до школи. У цій частині Крістофер Робін і Пух обговорюють те, що їм подобалося робити разом. Хлопець прохає ведмедика, щоб той пам’ятав його та зберіг спогади про час, який вони проводили разом. Пух погоджується, і фільм закінчується словами оповідача: «Куди б не пішов Крістофер Робін, Пух завжди буде чекати на його повернення».
Шість років по тому, після виходу «Пригод Вінні-Пуха», Дісней замовив четвертий художній фільм за мотивами історій. Показ «Вінні Пух і День народження віслюка Іа» відбувся в кінотеатрах 11 березня 1983 року, але згодом виявилося, що мультфільм не мав логічної зв’язки з попередніми частинами. Відтоді цей фільм займає окреме місце серед домашніх відеотек.

## Озвучення
- Вінні-Пух — Стерлінг Голлоуей
- Крістофер Робін — Брюс Рейтерман, Джон Уолмслі, Тимоті Тернер
- Поросятко — Джон Фідлер
- Іа — Ральф Райт
- Ру — Клінт Говард, Дорі Вітакер
- Кенга — Барбара Лудді
- Тигр — Пол Вінчелл
- Кролик — Джуніус Метьюз
- Сова — Хел Сміт
- Ховрах — Говард Морріс
- Оповідач — Себастьян Кабот

## Створення
«Пригоди Вінні-Пуха» — це останній фільм за особистою участю Уолта Діснея з часів створення «Вінні-Пух та медове деревце» і «Вінні-Пух та день турбот». Уолт Дісней завжди хотів створити художній фільм, але замість цього він вирішив зняти короткометражні фільми та ознайомити американську аудиторію зі своїми героями. В усіх частинах «Вінні-Пуху» використано пісні братів Шерманів, що виконали треки «Вінні-Пух» та «Чудові тигри».
Персонаж Гофер, який не фігурує в оповіданнях Мілна, з’явився тому, що Дісней хотів показати  загальноамериканського персонажа, який міг би сподобатися дітям. До того ж Уолт Дісней мав наміри додати певні комічні елементи до свого фільму.
Щоб показати Поросятко більш реалістично, аніматори  використовували різні рухи, що мали переконати  глядачів у виразності героїв, оскільки Порося та Вінні-Пух виглядали як ляльки. Епізод, де Кролик має справу з опудалом Пуха, що є частиною "декору його дому", не було в оригіналі книги, але режисеру спала на думку ця ідея , коли він вперше прочитав книгу.

## Відгуки
Фільм «Пригоди Вінні-Пуха» схвалений критиками вебсайту Rotten Tomatoes на основі 13 відгуків. Він має рейтинг 8,4/10. Критики відгукуються про фільм такими словами: «Мабуть, найвдаліша з літературних адаптацій Діснея — ці неймовірні, чарівні епізоди. Від перегляду цих класичних історій про Вінні-Пуха захоплює дух». Кінокритик Леонард Малтін також відзначив даний художній фільм.
Однак були й негативні відгуки. У 1960-х роках в одній зі своїх робіт Рут Хілл Вігерс  згадав Діснейського Вінні-Пуха разом з кількома іншими адаптаціями «руйнуванням цілісності оригінальних книг». 
Фільм визнаний Американським інститутом кіно.